# Euphorbia lacei
Euphorbia lacei là một loài thực vật có hoa trong họ Đại kích. Loài này được Craib mô tả khoa học đầu tiên năm 1911.

## Hình ảnh

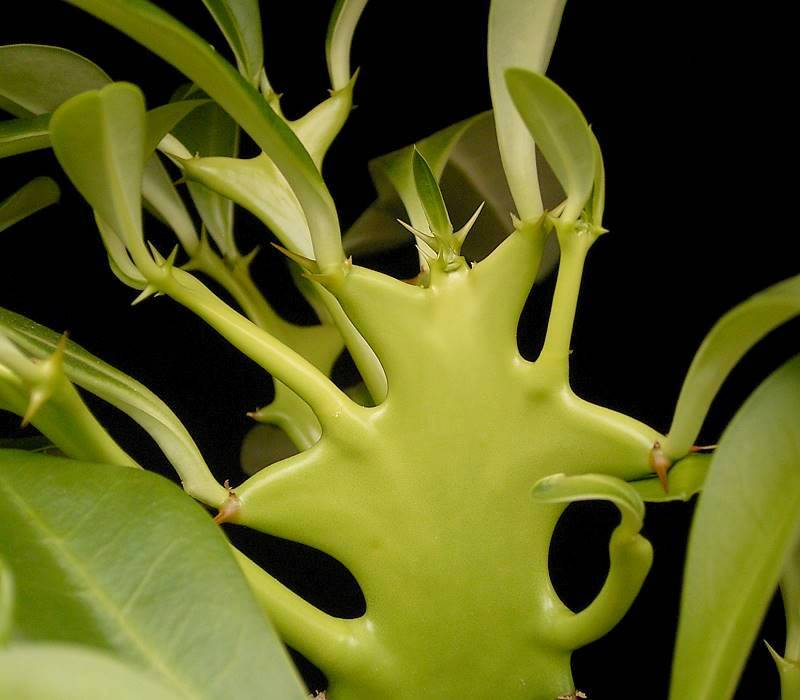
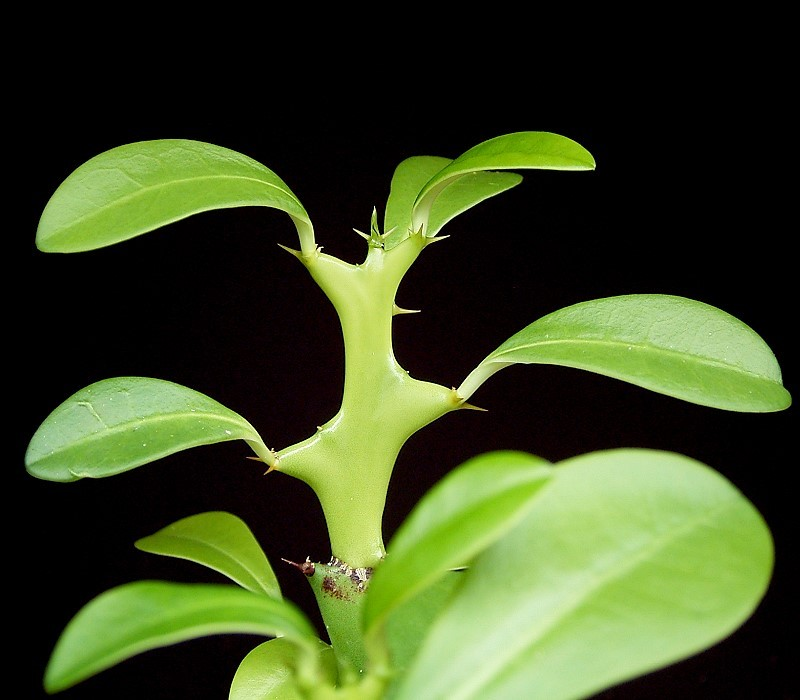